# El Abejal (Perú)
El Abejal es una localidad peruana ubicada en el distrito de Zorritos, perteneciente a la provincia de Contralmirante Villar del departamento de Tumbes, al norte del Perú. 

## Ubicación
El Abejal se ubica al norte de la provincia de Contralmirante Villar, en el distrito de Zorritos, en el departamento de Tumbes.

## Demografía
En 2017 El Abejal tenía una población de 1 habitante.
| Gráfica de evolución demográfica de El Abejal entre 1993 y 2017 |
|                                                                 |
| Fuentes: Población 1993 y 2017                                  |